# Білосліве (гміна)
Гміна Білосліве (пол. Gmina Białośliwie) — сільська гміна у північно-західній Польщі. Належить до Пільського повіту Великопольського воєводства.
Станом на 31 грудня 2011 у гміні проживало 4978 осіб.

## Територія
Згідно з даними за 2007 рік площа гміни становила 75.68 км², у тому числі:
- орні землі: 74.00%
- ліси: 11.00%

Таким чином, площа гміни становить 5.97% площі повіту.

## Населення
Станом на 31 грудня 2011:
| Опис     | Загалом | Загалом | Чоловіки | Чоловіки | Жінки | Жінки |
| -------- | ------- | ------- | -------- | -------- | ----- | ----- |
| одиниця  | осіб    | %       | осіб     | %        | осіб  | %     |
| все      | 4978    | 100     | 2492     | 50.06    | 2486  | 49.94 |
| міське   | 0       | 100     | 0        |          | 0     |       |
| сільське | 4978    | 100     | 2492     | 50.06    | 2486  | 49.94 |

## Сусідні гміни
Гміна Білосліве межує з такими гмінами: Вижиськ, Висока, Мястечко-Краєнське, Шамоцин.